# Ange Marie d'Eymar
Ange Marie d’Eymar du Bignosc (né le 8 septembre 1747 à Forcalquier et mort le 11 janvier 1803 à Genève, France) est un homme politique et haut fonctionnaire français, député aux États généraux de 1789 et à l’Assemblée constituante de 1789-1791.

## Biographie
Avant la Révolution, il se consacre à la littérature. Admirateur des philosophes des Lumières, il écrit au début de 1789 plusieurs articles où il dénonce l’intransigeance des ordres privilégiés, qui entraîne la ruine de l’État. Il est élu député de la noblesse de la sénéchaussée de Forcalquier.
Après l’ouverture des États généraux, il est dans les premiers députés de la noblesse à rejoindre le Tiers. En décembre 1790, il demande que de grands honneurs soient rendus à  Rousseau.
En avril 1793, il est nommé commissaire de la République, chargé de la surveillance de l’armée des Alpes. À l’été, résident à Gênes, il s’oppose à Barras et Fréron, qui accusent le général Brunet de trahison (il est finalement guillotiné en novembre).
Sous le Directoire, il est nommé ambassadeur à Turin, et participe donc aux préliminaires de paix de Villafranca avec le Piémont, après les premières victoires de Bonaparte lors de la campagne d'Italie (1796-1797). Il reste en Italie jusqu’en 1800, quand il est nommé préfet du département du Léman. Il fait élever une statue de Voltaire à Genève et reste en poste jusqu’à sa mort, le 11 janvier 1803. Franc-maçon, il est membre de la loge genevoise La Fraternité (fondée en 1798), appartenant au Grand Orient de France. Son cœur est enterré, aux côtés de son épouse, dans le cimetière du Père-Lachaise (17e division).

## Œuvres
- « Anecdotes sur Viotti, précédées de quelques réflexions sur l'expression en musique », la Décade philosophique, littéraire et politique, Paris,‎ 28 juin 1798, p. 519 sqq. (BNF 32754382, lire en ligne)
- Les Amusements de ma solitude, poésies, 1802.
- Notice historique sur la vie et les écrits de Dolomieu, souvenirs sur le naturaliste Dolomieu qu’il avait côtoyé.